# Skupina Wagner
Skupina Wagner (rusko: Группа Вагнера, latinizirano: Gruppa Vagnera), imenovana tudi ČVK Wagner (rusko: ЧВК «Вагнер», latinizirano: ČVK »Vagner«; dob. »Zasebno vojaško podjetje Wagner«), je ruska paravojaška organizacija. Različno jo opisujejo kot zasebno vojaško podjetje (PMC), mrežo plačancev ali de facto zasebno vojsko ruskega predsednika Vladimirja Putina. Skupina deluje mimo zakona v Rusiji, kjer so zasebna vojaška podjetja uradno prepovedana. Ker deluje v podporo ruskim interesom, prejema opremo od ruskega ministrstva za obrambo (MO) in uporablja za usposabljanje objekte MO, naj bi bila skupina Wagner de facto enota ministrstva za obrambo ali ruske vojaške obveščevalne agencije GRU. Čeprav Skupina Wagner sama ni ideološko motivirana, različne njene elemente povezujejo z neonacizmom in desničarskim ekstremizmom.
Na splošno se domneva, da ruska vlada uporablja Skupino Wagner, da bi si v nekaterih konfliktih zagotovila možnost zanikanja vpletenosti ter da bi pred javnostjo prikrila resnične žrtve in finančne stroške ruskih intervencij v tujini.  Skupina je postala pomembna med vojno v Donbasu v Ukrajini, kjer je od leta 2014 do 2015 pomagala proruskim separatističnim silam samorazglašenih Ljudskih republik Doneck in Lugansk. Njeni člani naj bi sodelovali v različnih konfliktih po vsem svetu, vključno z državljanskimi vojnami v Siriji, Libiji, Srednjeafriški republiki in Maliju, pri čemer so se pogosto borili na strani sil, ki so povezane z rusko vlado. Operativci Wagnerja so na območjih, kamor so bili razporejeni, zagrešili vojne zločine. Obtožbe vključujejo posilstva in ropanje civilistov ter mučenje ljudi, obtoženih dezerterstva.
Wagner je igral pomembno vlogo v ruski invaziji na Ukrajino, kjer naj bi  med drugimi dejavnostmi izvajal atentate na ukrajinske voditelje in rekrutiral zapornike za boje na fronti. Decembra 2022 je koordinator Sveta za nacionalno varnost Združenih držav za strateško komuniciranje John Kirby dejal, da ima Wagner v Ukrajini 50.000 borcev, vključno z 10.000 pogodbeniki in 40.000 zaporniki. Drugi ocenjujejo število rekrutiranih zapornikov na več kot 20.000, pri čemer skupno število PMC, prisotnih v Ukrajini, ocenjujejo na 20.000. Leta 2023 je Rusija Wagnerjevim najemnikom, ki so sodelovali v invaziji, podelila status vojnega veterana. Po letih zanikanja povezav s Skupino Wagner je septembra 2022 priznal, da je ustanovil to vojaško skupino, Jevgenij Prigožin, poslovnež s tesnimi povezavami s Putinom. 

## Galerija
- Center PMC Wagner v Sankt Peterburgu
- Zemljevid dejavnosti Skupine Wagner
- Ruski plačanci v Srednjeafriški republiki (2022)